# Sosyaldemokrat Halkçı Parti
Sosyaldemokrat Halkçı Parti (Sociálně demokratická populistická strana, SHP) byla politická strana v Turecku, která vznikla sloučením Sosyal Demokrasi Partisi (Sociálnědemokratické strana, SODEP) Erdala İnönüa a Halkçı Parti (Populistická strana, HP) Aydına Güvena Gürkana v roce 1985. V roce 1989 byla SHP, v té době nejsilnější strana, u moci.

## Historie
Sosyal Demokrasi Partisi (Sociálnědemokratická strana, SODEP) Erdala İnönüho a Halkçı Parti (Populisticá strana, HP) Aydına Güvena Gürkana byly založeny v roce 1983 spolu s tím, jak po vojenském převratu v roce 1980 posilovala demokracie. V roce 1985 se Sosyal Demokrasi Partisi a Halkçı Parti spojily a vznikla Sosyaldemokrat Halkçı Parti.
V komunálních volbách v roce 1989 se SHP stala nejsilnější stranou s 27,8 % hlasů a zvítězila v 6 metropolitních oblastech, 39 provinciích a 283 okresech.
Kurdská otázka stranu vystavila velkému tlaku, neboť poslanci Ahmet Türk, Mehmet Ali Eren, Mahmut Alinak, Kenan Sönmez, Ismail Hakki Önal, Adnan Ekmen a Salik Sumer byli kurdského původu. A to v době, kdy bylo používání kurdštiny ve veřejném i soukromém životě zakázáno. Někteří z těchto poslanců se chtěli v roce 1989 zúčastnit kurdské konference v Paříži, s čímž chtěl předseda İnönü původně souhlasit. Poté, co vyšlo najevo, že by se jí mohli zúčastnit i zástupci Strany kurdských pracujících (Partiya Karkerên Kurdistan, PKK), však byla účast zakázána. Sedm z nich se i přesto zúčastnilo a všichni byli následně ze strany vyloučeni, přestože PKK na kongresu přítomna nebyla a ve skutečnosti proti němu protestovala. V důsledku toho Aydin Güven Gürkan, 12 dalších poslanců SHP, desítky regionálních správců strany a 3 000 členů strany z SHP vystoupili.
Nicméně strana byla jednou z prvních stran, která uznala, že kurdská otázka není jen záležitostí terorismu. Ve Zprávě o jihovýchodní části země, kterou strana vydala v roce 1990, poukazovala na problém neuznávání Kurdů jako svébytné etnické skupiny. Bylo zdůrazněno, že Kurdové by měli mít možnost vyjádřit svou kurdskou identitu a že by měly být zrušeny právní překážky, které to zakazují.
Po parlamentních volbách v roce 1991 se SHP stala součástí koaliční vlády a İnönü se stal místopředsedou vlády. V koaliční smlouvě SHP trvala na zrušení zákazu stran z doby před rokem 1980, které byly tehdy rozpuštěny vojenskou vládou. Strany vzniklé před rokem 1980 byly následně 19. června 1992 povoleny.
To bylo pro SHP ovšem riskantní. Krátce po legalizaci starých stran vystoupila z SHP skupina poslanců a reformovala Republikánskou lidovou stranu (Cumhuriyet Halk Partisi, CHP), stranu otce Erdala İnönüho (většina členů SHP byla před rokem 1980 členy CHP). SHP a CHP, dvě podobné strany, po nějakou dobu koexistovaly. Dne 6. června 1993 İnönü oznámil, že hodlá odstoupit, a 11. září 1993 byl novým předsedou strany zvolen Murat Karayalçın. Poté se CHP a SHP 29. ledna 1995 dohodly na sloučení. Prozatímním předsedou se stal bývalý ministr zahraničí Hikmet Çetin (SHP) a sloučená strana si na İnönüův návrh zvolila název CHP.